# Сьерра-де-Касорла
Сьерра-де-Касорла (исп. Comarca de Sierra de Cazorla)  — район (комарка) в Испании, входит в провинцию Хаэн в составе автономного сообщества Андалусия.

## Муниципалитеты
| Муниципалитет    | Население | Площадь км² | Плотность населения чел./км² |
| ---------------- | --------- | ----------- | ---------------------------- |
| Касорла          | 8.173     | 303,3       | 26,95                        |
| Чильуэвар        | 1.629     | 37,7        | 43,21                        |
| Инохарес         | 501       | 40,6        | 12,34                        |
| Уэса             | 2.727     | 137         | 19,91                        |
| Ла-Ируэла        | 1.894     | 124         | 15,27                        |
| Пеаль-де-Бесерро | 5.470     | 147         | 37,21                        |
| Посо-Алькон      | 5.437     | 139         | 39,12                        |
| Кесада           | 5.999     | 328,7       | 18,25                        |
| Санто-Томе       | 2.344     | 73,42       | 31,93                        |